# Brun kamskivling
Brun kamskivling (Amanita fulva) är en svampart. Den är ätlig och välsmakande, men svampguider avråder ovana svampplockare från att plocka arter i flugsvampsläktet.

## Beskrivning
Det viktigaste kännetecknet för kamskivlingar är att hattens ytterkant ser ut som om tänderna på en kam låge precis under en genomskinlig hinna, särskilt när hatten har vuxit ut (se bild).  Denna visuella effekt skapas av att lamellerna (skivorna) närmast hattkanten ligger direkt under hatthuden utan något mellanliggande hattkött.
Hatten är 4 till 10 centimeter. Den blir till slut platt. Det är mycket ovanligt med hylleplättar på hatten. Hatten har en upphöjd mittdel (umbo). Svampen är blekt brun, mörkast på hattens centrum; skivorna är vitaktiga. Ring saknas på foten, men som alla kamskivlingar har svampen strumpa (volva). Foten är avsmalnande upptill.

## Utbredning och systematik

### Utbredning
Brun kamskivling växer i hela Sverige.

### Besläktade arter och högretaxa
Den tillhör släktet flugsvampar, undergruppen kamskivlingar.

## Ekologi

### Levnadssätt
Brun kamskivling bildar mycorrhiza med träd.

### Biotop och habitat
Brun kamskivling växer i löv‐ och barrblandskog, helst med björk. Den växer ofta på sandig eller sur mark, bland annat i sumpbjörkskog.

## Forsknings‑ och nomenklaturhistoria
Brun kamskivling beskrevs först under namnet Agaricus fulvus av Jacob Christian Schäffer år 1774.

## Artnamnets och trivialnamnets etymologier

### Vetenskapligaartnamnetsetymologi
För släktnamnets etymologi, se Amanita. Artepitetet fulva (maskulinum fulvus) betyder ”brungul, rödgul, gyllene” på latin.

### Trivialnamn
”Kam” i det svenska trivialnamnet syftar på utseendet; se nedan. Brun kamskivling är en flugsvamp, men namngivare har valt att kalla denna undergrupp ”kamskivlingar” för att skilja denna ganska ofarliga undergrupp från de giftiga svamparna i flugsvampsläktet. ”Skivling” kallas svampar med lameller (skivor) under hatten.

## Status och hot
Brun kamskivling är livskraftig i Sverige.

## Matsvamp
Orange kamskivling är en god matsvamp, men ovana svampplockare avråds från att plocka medlemmar av släktet Amanita, eftersom två arter i släktet är dödligt giftiga, och andra är giftiga.. Unga exemplar kan lätt förväxlas med de dödligt giftiga lömsk flugsvamp (Amanita phalloides) och vit flugsvamp (Amanita virosa). Brun kamskivling är i rått tillstånd möjligen svagt giftig.